# José Enrique Gutiérrez
José Enrique Gutiérrez Cataluña (* 18. Juni 1974 in Valencia) ist ein ehemaliger spanischer Radrennfahrer.

## Karriere
Gutiérrez konnte als U-23-Fahrer vor allem im Jahr 1997 auf sich aufmerksam machen, als er bei den nationalen Elite-Meisterschaften im Einzelzeitfahren überraschend alle spanischen Profis schlagen und sich vor Joseba Beloki den Titel sichern konnte. Daraufhin erhielt er 1998 beim spanischen Radsportteam Kelme-Costa Blanca seinen ersten Kontrakt als Berufsrennfahrer. Gleich in seiner ersten Saison bestritt er den Giro d’Italia, welchen er allerdings nach der 18. Etappe verlassen musste. Bei den UCI-Straßen-Weltmeisterschaften 1999 in Treviso wurde er Weltmeister der Klasse U-23 im Einzelzeitfahren mit nur 1,5 Sekunden Vorsprung auf Michael Rogers.
Im Jahr 2000 bestritt er seinen zweiten Giro d’Italia, bei dem er zwischenzeitlich das Maglia Rosa des Gesamtführenden übernehmen konnte, das Rennen aber auf der 18. Etappe aufgeben musste.
Im September 2004 feierte er dann mit dem Gewinn der vorletzten Etappe der Vuelta a España einen der größten Erfolge seiner Laufbahn auf dem Puerto de Navacerrada, wo er als Solist den Gipfel erreichte.
Beim Giro d’Italia 2006 und wurde im Prolog von Seraing Dritter hinter Paolo Savoldelli und Bradley McGee. Nachdem das Rennen nach Italien zurückgekehrt war, gehörte er auch bei den folgenden schwereren Abschnitten zu den besten Fahrern, er belegte Platz vier auf der siebten Etappe, die Bergankunft auf dem Passo Lanciano am darauffolgenden Tag beendete er als Dritter und übernahm damit den zweiten Rang in der Gesamtwertung hinter Ivan Basso. Überraschenderweise konnte Gutiérrez diese Platzierung bis zum Ende des Rennens verteidigen und musste sich schließlich nur dem überlegenen Basso geschlagen geben.
Danach geriet Gutiérrez 2006 in Verdacht, ein Kunde von Eufemiano Fuentes zu sein, und als er damit in den spanischen Dopingskandal verwickelt war, zog ihn sein Team Phonak Hearing Systems daraufhin aus dem Rennbetrieb zurück und er absolvierte keine Einsätze mehr für die zum Saisonende aufgelöste Mannschaft.
Zur Saison 2007 wechselte Gutiérrez zum zweitklassigen Schweizer Rennstall Team L.P.R. und 2009 zum Team Rock Racing aus den USA, wo er jeweils keine besonderen Erfolge mehr erzielte. Nachdem das Team Rock Racing 2010 von der Union Cycliste Internationale keine neue Lizenz bekommen hatte, erklärte Gutiérrez im März 2010 seinen Rücktritt vom aktiven Radsport, startete jedoch 2011 und 2012 für die kolumbianische Formation Gobernación de Antioquia. In seinem ersten Jahr in Südamerikagewnn er bei der Vuelta a Colombia mit seiner Mannschaft das Teamzeitfahren. Einen persönlichen Etappensieg feierte er bei der Vuelta a Santander.

## Trivia
José Enrique Gutiérrez' Spitznamen sind Quique oder El Bufalo (dt.: „Der Büffel“). Er ist der ältere Bruder von José Ignacio Gutiérrez, mit dem er gemeinsam bei Kelme-Costa Blanca, Phonak Hearing Systems und L.P.R. aktiv war.

## Erfolge
1997
- Spanischer Meister -Einzelzeitfahren

1999
- Weltmeister – Einzelzeitfahren (U23)

2000
- eine Etappe GP Mitsubishi

2001
- eine Etappe Dauphiné Libéré

2004
- eine Etappe Dauphiné Libéré
- eine Etappe Vuelta a España

2011
- Mannschaftszeitfahren Vuelta a Colombia
- eine Etappe Vuelta a Santander

## Grand-Tour-Platzierungen
| Grand Tour            | 1998 | 1999 | 2000 | 2001 | 2002 | 2003 | 2004 | 2005 | 2006 |
| --------------------- | ---- | ---- | ---- | ---- | ---- | ---- | ---- | ---- | ---- |
| Giro d’ItaliaGiro     | DNF  | –    | DNF  | –    | –    | –    | –    | –    | 2    |
| Tour de FranceTour    | –    | –    | –    | 25   | 29   | 41   | 28   | 49   | –    |
| Vuelta a EspañaVuelta | –    | –    | 36   | DNF  | 37   | 34   | 31   | DNF  | –    |